# Comuna de Zbójno
Zbójno (polaco: Gmina Zbójno) é uma gminy (comuna) na Polónia, na voivodia de Cujávia-Pomerânia e no condado de Golubsko-dobrzyński. A sede do condado é a cidade de Zbójno.
De acordo com os censos de 2004, a comuna tem 4517 habitantes, com uma densidade 53,5 hab/km².

## Área
Estende-se por uma área de 84,38 km², incluindo:
- área agricola: 86%
- área florestal: 2%

## Demografia
Dados de 30 de Junho 2004:
|                      | Total   | Total | Mulheres | Mulheres | Homens  | Homens |
| -------------------- | ------- | ----- | -------- | -------- | ------- | ------ |
|                      | pessoas | %     | pessoas  | %        | pessoas | %      |
| População            | 4517    | 100   | 2190     | 48,5     | 2327    | 51,5   |
| Densidade (pop./km²) | 53,5    | 100   | 26       | 26       | 27,6    | 27,6   |

De acordo com dados de 2005, o rendimento médio per capita ascendia a 1749,13 zł.

## Subdivisões
- Adamki, Ciepień, Działyń, Klonowo, Łukaszewo, Obory, Podolina, Rembiocha, Rudusk, Ruże, Sitno, Wielgie, Wojnowo, Zbójenko, Zbójno, Zosin.

## Comunas vizinhas
- Brzuze, Chrostkowo, Ciechocin, Czernikowo, Golub-Dobrzyń, Kikół, Radomin